# 香取慎吾 二〇二二年 特別公演 東京SNG
『香取慎吾 二〇二二年 特別公演 東京SNG』（かとりしんご にせんにじゅうにねん とくべつこうえん とうきょうエスエヌジー）は、香取慎吾の2作目のライブDVD/Blu-ray。
2022年6月24日に新しい地図の公式サイトで完全受注生産で発売された。

## 概要
- 2022年4月16日から7月10日に行われた香取慎吾による明治座、京都劇場のステージ『香取慎吾 二〇二二年 特別公演 東京SNG』の4月24日に開催された東京・明治座の模様が映像に収められている[1][2]。
- 2022年4月13日に発売された香取のアルバム『東京SNG』を引っ提げてのステージとなった[3][4]。
- 本作では明治座公演終了後、『香取慎吾 二〇二二年 六月京都特別公演 東京SNG』の開催が決定され、同年6月24日から7月10日の特別公演であった[5][6]。
- 自身のYouTubeでは当ステージの密着動画が投稿されている[7][8]。

## 収録内容

### 本編映像
1. Opening
2. 東京SNG
3. こんがらがって
4. I'm so tired
5. 今夜最高ね
6. Happy BBB
7. Band
8. Catharsis
9. Trap
10. Slow Jam
11. Anonymous
12. Dancers
13. 東京タワー
14. ひとりきりのふたり
15. Mack the knife
16. ひとりきりのふたり
17. シンゴペーション
18. 道しるべ
19. 東京SNG

## ステージ
ステージ名は『香取慎吾 二〇二二年 特別公演 東京SNG』。ソロオリジナルアルバム『東京SNG』を引っ提げての2会場で40公演が行われたステージとなった。

### 開催日時・会場
|        | 開催日時 | 開演時間     | 会場     |
| 2022年 | 2022年   | 2022年       | 2022年   |
| ------ | -------- | ------------ | -------- |
| 1      | 4月16日  | 17:00        | 明治座   |
| 1      | 4月17日  | 16:00        | 明治座   |
| 1      | 4月19日  | 14:00        | 明治座   |
| 1      | 4月20日  | 14:00        | 明治座   |
| 1      | 4月21日  | 14:00        | 明治座   |
| 1      | 4月22日  | 17:00        | 明治座   |
| 1      | 4月23日  | 14:00        | 明治座   |
| 1      | 4月24日  | 12:00・16:00 | 明治座   |
| 1      | 4月26日  | 14:00        | 明治座   |
| 1      | 4月27日  | 14:00        | 明治座   |
| 1      | 4月28日  | 14:00        | 明治座   |
| 1      | 4月29日  | 12:00・16:00 | 明治座   |
| 1      | 4月30日  | 14:00        | 明治座   |
| 1      | 5月1日   | 12:00        | 明治座   |
| 1      | 5月3日   | 12:00・16:00 | 明治座   |
| 1      | 5月4日   | 14:00        | 明治座   |
| 1      | 5月5日   | 12:00・16:00 | 明治座   |
| 1      | 5月6日   | 14:00        | 明治座   |
| 2      | 6月24日  | 15:00        | 京都劇場 |
| 2      | 6月25日  | 12:00・16:00 | 京都劇場 |
| 2      | 6月26日  | 14:00        | 京都劇場 |
| 2      | 6月28日  | 17:00        | 京都劇場 |
| 2      | 6月29日  | 14:00        | 京都劇場 |
| 2      | 6月30日  | 14:00        | 京都劇場 |
| 2      | 7月1日   | 12:00・16:00 | 京都劇場 |
| 2      | 7月2日   | 14:00        | 京都劇場 |
| 2      | 7月5日   | 14:00        | 京都劇場 |
| 2      | 7月6日   | 12:00・16:00 | 京都劇場 |
| 2      | 7月7日   | 14:00        | 京都劇場 |
| 2      | 7月8日   | 14:00        | 京都劇場 |
| 2      | 7月9日   | 12:00・16:00 | 京都劇場 |
| 2      | 7月10日  | 14:00        | 京都劇場 |